# Anna Lehr
Anna Lehr (ur. 17 listopada 1890, zm. 22 stycznia 1974) – amerykańska aktorka filmowa.

## Filmografia
- 1912: The Little Music Teacher
- 1918: My Own United States jako Agnes Churchill
- 1919: The Darkest Hour jako Marion Dismore
- 1921: Cheated Hearts jako Naomi
- 1928: Jesus of Nazareth jako Maria, matka Jezusa